# Tschortkiw
Tschortkiw (ukrainisch Чортків; polnisch Czortków; deutsch selten Tschortkau) ist eine Stadt in der Oblast Ternopil im Westen der Ukraine mit etwa 28.000 Einwohnern. Die Stadt liegt südlich der Oblasthauptstadt Ternopil am Ufer des Flusses Seret.

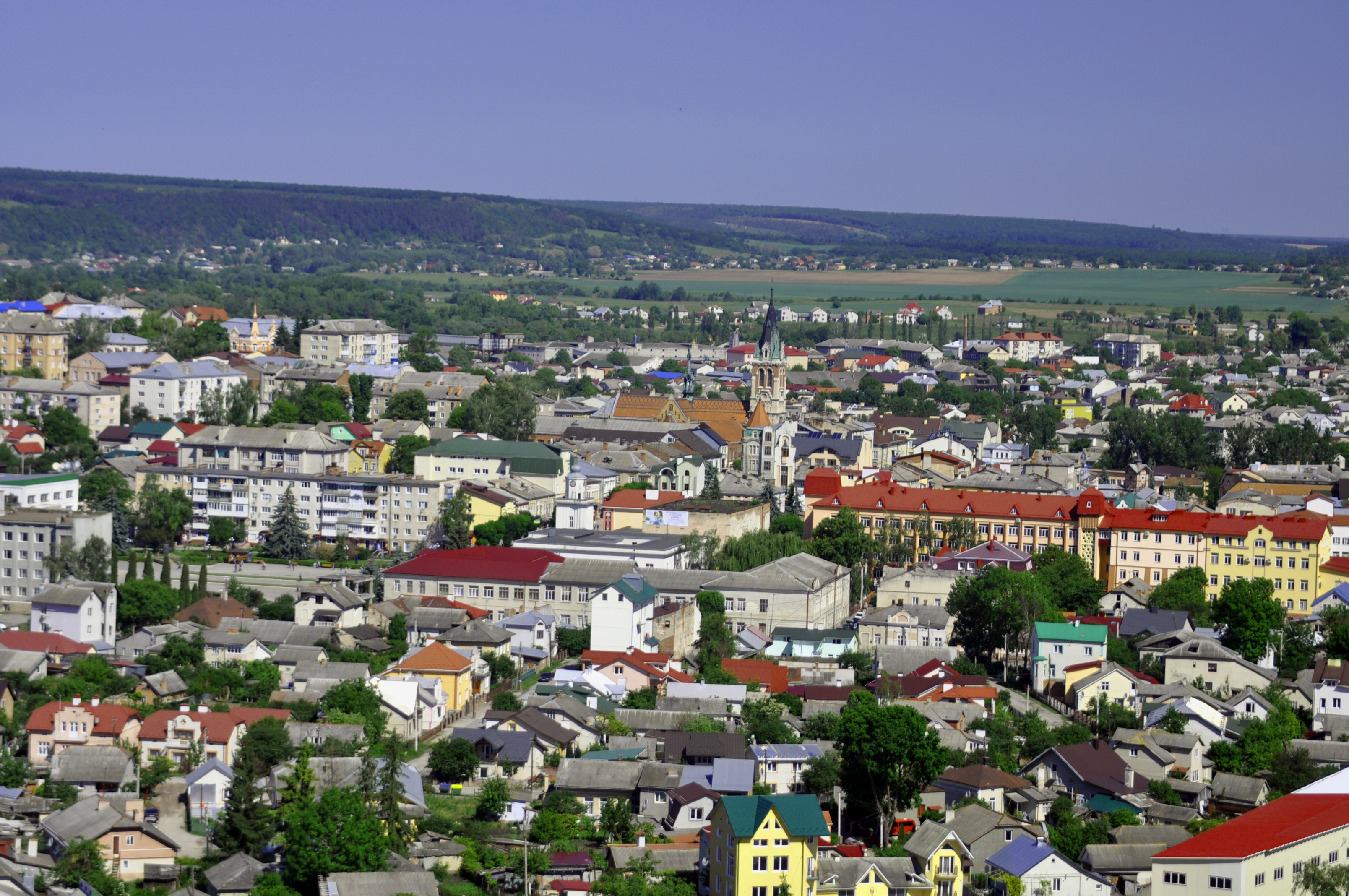
Blick auf die Innenstadt

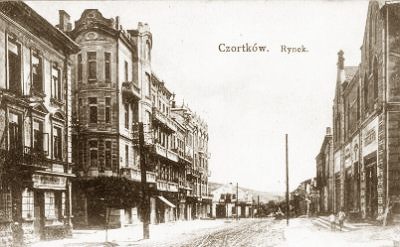
Czortków, Ringplatz, 1905

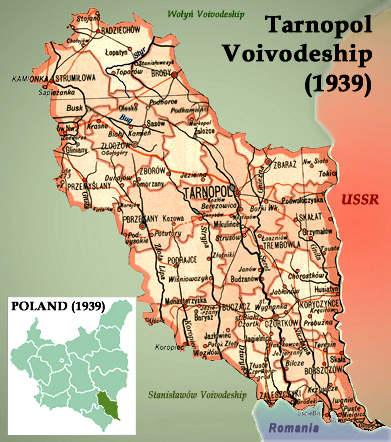
Woiwodschaft Tarnopol bis 17. September 1939, Lage der Stadt

## Geschichte
Czortków gehörte von 1349 bis 1569 zum Königreich Polen und von 1569 bis 1772 zur Woiwodschaft Podolien, einer administrativen Einheit der Adelsrepublik Polen-Litauen. Zwischen 1673 und 1682 gehörte die Stadt zum Osmanischen Reich. Von 1772 bis 1810 und erneut von 1815 bis 1918 war Czortków Teil der Österreichischen Monarchie und gehörte zum Königreich Galizien und Lodomerien. Ab 1850 war die Stadt Sitz der Bezirkshauptmannschaft des Bezirks Czortków. Von 1810 bis 1815 stand Czortków unter der Kontrolle des Russischen Kaiserreichs und gehörte zum Tarnopoler Kreis. Im Jahr 1867 wurde es Sitz des Bezirksgerichts Czortków.
Nach dem Zusammenbruch der Donaumonarchie am Ende des Ersten Weltkriegs im November 1918 war die Stadt kurzzeitig Teil der Westukrainischen Volksrepublik. Im Polnisch-Ukrainischen Krieg besetzte Polen im Juli 1919 die letzten Teile der Westukrainischen Volksrepublik. Am 21. November 1919 sprach der Hohe Rat der Pariser Friedenskonferenz für eine Zeitdauer von 25 Jahren Ostgalizien Polen zu.
Von 1919 bis 1939 gehörte Czortków zur Zweite Polnische Republik und war von 1921 bis 1939 Teil der Woiwodschaft Tarnopol. Während des Zweiten Weltkriegs, von 1939 bis 1941, wurde Czortków Teil der Ukrainischen SSR und gehörte zur Oblast Ternopol und dem Rajon Tschortkiw. Ab 1941 bis 1944 befand sich die Stadt im Generalgouvernement und gehörte zum Distrikt Galizien. In dieser Zeit wurden die jüdischen Einwohner ghettoisiert und 1942 in der Nähe der Stadt erschossen. Ab 1944 gehörte Czortków wieder zur Ukrainischen SSR (Sowjetunion) und war Teil der Oblast Ternopil und des Rajons Tschortkiw.
Mit der Unabhängigkeit der Ukraine 1991 wurde Czortków zur Stadt der Ukraine in der Oblast Ternopil und blieb im Rajon Tschortkiw. Seit 2013 ist die Stadt eine Kreisfreie Stadt in der Oblast Ternopil.
Im Jahr 1939, nach der Sowjetischen Besetzung Ostpolens, wurde der Name der Stadt zu Tschertkow (Чертков) geändert. Dieser Name wurde jedoch per Ukas am 9. August 1944 auf den heutigen Namen Tschortkow/Tschortkiw geändert.

## Verwaltungsgliederung
Die Stadt stand bis zum 19. September 2013 unter Rajonsverwaltung und wurde ab diesem Tag unter Oblastverwaltung gestellt.
Am 24. Dezember 2019 wurde die Stadt zum Zentrum der neugegründeten Stadtgemeinde Tschortkiw (Чортківська міська громада Tschortkiwska miska hromada). Zu dieser zählten neben dem Hauptort die 4 Dörfer Bila, Bytschkiwzi, Rossochatsch und Skorodynzi, bis dahin bildete sie die gleichnamige Stadtratsgemeinde Tschortkiw (Чортківська міська рада/Tschortkiwska miska rada) im Rajon Tschortkiw.
Am 19. Februar 2020 kamen noch die Dörfer Horischnja Wyhanka, Pastusche und Perechody zum Gemeindegebiet.
Seit dem 17. Juli 2020 ist sie wieder ein Teil des Rajons Tschortkiw.
Folgende Orte sind neben dem Hauptort Tschortkiw Teil der Gemeinde:
| Name                     | Name             | Name                                     | Name       | Name |
| ukrainisch transkribiert | ukrainisch       | russisch                                 | polnisch   |      |
| ------------------------ | ---------------- | ---------------------------------------- | ---------- | ---- |
| Bila                     | Біла             | Белая (Belaja)                           | Biała      |      |
| Bytschkiwzi              | Бичківці         | Бычковцы (Bytschkowzy)                   | Byczkowce  |      |
| Horischnja Wyhanka       | Горішня Вигнанка | Горишняя Выгнанка (Gorischnjaja Wyganka) | Wygnanka   |      |
| Pastusche                | Пастуше          | Пастушье (Pastuschje)                    | Pastusze   |      |
| Perechody                | Переходи         | Переходы                                 | Przechody  |      |
| Rossochatsch             | Росохач          | Росохач                                  | Rosochacz  |      |
| Skorodynzi               | Скородинці       | Скородинцы (Skorodinzy)                  | Skorodyńce |      |

## Sehenswürdigkeiten
- Alte Synagoge, erbaut im 18. Jahrhundert
- Chassidische Synagoge, erbaut 1905 bis 1909

## Söhne und Töchter der Stadt
- Pinchas Horowitz (1730–1805), Rabbiner in Frankfurt am Main
- Samuel Horowitz (1726–1778), chassidischer Rabbiner
- Valentin Veigl von Kriegeslohn (1802–1863), k. k. Feldmarschall-Lieutenant
- Karl Emil Franzos (1848–1904), österreichischer Schriftsteller
- Betty Farbstein (1873–1938), Ärztin und Frauenrechtlerin
- Kateryna Rubtschakowa (1881–1919), Schauspielerin und Opernsängerin
- Tadeusz Jaworski (1926–2017), polnischer Filmregisseur, Drehbuchautor und Produzent
- Roxolana Roslak (* 1940), kanadische Sängerin
- Serhij Kuschnirjuk (* 1956), Handballspieler und -trainer
- Wassyl Machno (* 1964), ukrainischer Schriftsteller
- Jurij Stez (* 1975), ukrainischer Politiker